# Reg Presley
Reg Presley, nascido como Reginald Maurice Ball (Andover, Hampshire, 12 de junho de 1941 - Andover, 4 de fevereiro de 2013) foi um vocalista e compositor britânico. Ele era mais conhecido por ser o vocalista da proeminente banda de rock´n´roll dos anos 60 The Troggs, cujo maior hit foi "Wild Thing".
Sua mais famosa composição foi "Love Is All Around". Quando a banda Wet Wet Wet fez um cover dessa canção em 1994, ela ficou na primeira posição dos singles da Inglaterra por quinze semanas, e Presley usou os royalties para financiar sua pesquisa sobre círculos nas plantações e publicá-las em seu livro Wild Things They Don't Tell Us, lançado em 2002.
Morreu em 4 de fevereiro de 2013, aos 71 anos, de câncer de pulmão.